# Vienna Blood (Fernsehreihe)
Vienna Blood (Arbeitstitel Liebermann) ist eine britisch-österreichische Kriminalfilm-Reihe der Regisseure Robert Dornhelm (Teil 1, 4–9) und Umut Dağ (Teil 2, 3, 10 und 11) mit Matthew Beard als Arzt und Psychoanalytiker Max Liebermann und Juergen Maurer als Kriminalbeamtem Oskar Rheinhardt.
Das Drehbuch von Stephen Thompson basiert auf den Liebermann-Krimis von Frank Tallis.
Die Erstausstrahlung erfolgte ab dem 18. November 2019 auf BBC Two, im ORF wurde der erste Teil, Die letzte Séance, am 20. Dezember 2019 gezeigt.
In Deutschland startete die Serie am 15. November 2020 im ZDF.
Mitte 2023 wurde bekannt, dass eine 4. Staffel geplant ist, die im Jahr 1909 spielt. Die Dreharbeiten starteten im August 2023. Das Format erfuhr insofern eine Veränderung, als dass alle Folgen einen zusammenhängenden Fall thematisieren. Ausgangspunkt stellt ein Doppelmord an einem Waffenhändler sowie an einem hochrangigen Beamten dar, der in Zusammenhang mit einem geplanten Sturz der Österreich-Ungarischen Doppelmonarchie steht.

## Handlung
Wien ist um die Jahrhundertwende vom 19. zum 20. Jahrhundert die Stadt von Persönlichkeiten wie Sigmund Freud, Arthur Schnitzler, Gustav Klimt und Gustav Mahler. In den Wiener Kaffeehäusern wird über Philosophie, Wissenschaft und Kunst diskutiert, die von Freud initiierte Psychoanalyse steckt noch in den Kinderschuhen.
Der junge Arzt Max Liebermann, ein von Zweifeln geplagter Feingeist, ist ein Schüler von Freud. Der Wiener Kriminalbeamte Oskar Rheinhardt muss sich mit einem bizarren Mordfall auseinandersetzen, im Zuge der Ermittlungen kommt er mit Liebermann in Kontakt. Gemeinsam bilden Rheinhardt und Liebermann ein erfolgreiches Ermittlerteam.

## Figuren
Max Liebermann
Dr. Max Liebermann ist anfangs Assistenzarzt am Spital im Bereich Neurologie. Als glühender Verehrer Siegmund Freuds kann er den konventionellen Behandlungsmethoden im Krankenhaus, die vornehmlich aus Elektroschocks und Medikamenten bestehen, wenig abgewinnen und bevorzugt Gesprächstherapien. Regelmäßig gerät er deswegen mit seinen Vorgesetzten aneinander. Nachdem er einmal Oskar Rheinhardt bei einem Fall behilflich war, freunden sich die beiden Männer an. Max entwickelt in der Folge großes Interesse an der Psychologie von Kriminellen. Später eröffnet er eine Privatpraxis und veröffentlicht ein Buch über seine Zusammenarbeit mit der Polizei. Wie sein Vorbild Freud hält Max wenig von Religion, er sucht sein Heil in der Wissenschaft. Er wirkt häufig steif und distanziert, ist aber eigentlich ein Menschenfreund.
Oskar Rheinhardt
Oskar Rheinhardt ist Inspektor bei der Polizei Leopoldstadt. Sein häufig heruntergekommenes Äußeres und sein gelegentlich schroffes Verhalten täuschen darüber hinweg, dass er ein erfahrener und gründlicher Ermittler ist. Anfangs nimmt er Max nur widerwillig zu einer Ermittlung mit, bald aber beginnt er dessen Gedankengänge zu schätzen. Beide werden auch privat Freunde. Rheinhardt war verheiratet und hatte eine Tochter, die jedoch schon als Kind verstarb. Ihren Tod hat er nie überwunden, dadurch scheiterte auch bald darauf seine Ehe. Da er aus der Slowakei kommt, bekommt er es gelegentlich mit Fremdenfeindlichkeit zu tun. In der dritten Staffel lernt er Therese kennen, in die er sich verliebt. 
Clara Weiss
Clara ist eine Tochter aus gutem jüdischen Haus. Anfangs schwärmt Clara für Max, trotz dessen Distanziertheit ihr gegenüber. Ihr Vater und der Vater von Max sind Kollegen, weswegen beide sich eine Vereinigung der Familien wünschen würden. Nach einigem Druck von außen macht Max ihr schließlich einen Antrag. Da er sich aber in Amelia verliebt, löst er die Verlobung später wieder und lässt Clara mit gebrochenem Herzen zurück. Eine weitere Verlobung Claras scheitert, weil sie und Max in einem unbedachten Moment zusammenkommen. Schließlich hakt sie das Thema Heiraten vorerst für sich ab und beginnt eine Karriere als Journalistin.
Inspektor / Kommissar von Bülow
Von Bülow ist anfangs Rheinhardts Kollege und Rivale. Er neigt dazu, aus Selbstgeltungssucht voreilige Schlüsse zu ziehen. Seinen Kollegen missgönnt er jeden Erfolg. Später gelingt es ihm, Rheinhardt auszustechen und dessen Vorgesetzter zu werden. In dieser Position ist er auf Rheinhardt angewiesen, um ihm den Rücken freizuhalten.
Kommissar / Polizeipräsident Strasser
Der Vorgesetzte von Rheinhardt und von Bülow leitet die Ermittlungen der Polizei mit harter Hand, ist aber vernünftigen Argumenten gegenüber offen. Später wird er zum Polizeipräsidenten befördert und ernennt von Bülow zu seinem Nachfolger, da Rheinhardt ihn mit einer Ermittlung brüskiert hat. In der vierten Staffel wird er erschossen.
Sergeant Hausmann
Rheinhardts Untergebener und engster Mitarbeiter, der ein guter Beschatter ist.
Mendel, Rachel und Leah Liebermann
Mendel Liebermann, der Vater von Max und Leah, ist ein wohlhabender Wiener Tuchhändler. Seine Frau Rachel stammt aus England, wo immer noch die meisten ihrer Verwandten leben. Beide sind konventionell aufgestellt und wahren jüdische Traditionen. Gerne hätten sie gesehen, dass Max das Geschäft seines Vaters übernimmt und Clara Weiss heiratet. Zwar akzeptierten sie Max’ Wunsch, Arzt zu werden, eine Beziehung zu einer Nicht-Jüdin würden sie aber nicht befürworten.
Max’ resolute ältere Schwester Leah bringt Interesse und Geschick am Gewerbe ihres Vaters mit. Nach langen Diskussionen und aus Mangel an Alternativen stimmt Mendel schließlich zu, dass Leah Teilhaberin und Erbin seines Geschäfts wird. Leah ist gut mit Clara befreundet.
Amelia Lydgate
Max’ erste Begegnung mit der Wissenschaftlerin Amelia Lydgate ist dramatisch: Sie erleidet bei einer Vernissage einen Nervenzusammenbruch und wird ins Spital eingeliefert. Mittels Gesprächstherapie gelingt es Max, ihre Psychose zu heilen. Schnell wird ihm klar, dass er sich in Amelia verliebt hat und nach einiger Zeit beginnt auch sie, seine Annäherungen zu erwidern. Am Ende der zweiten Staffel erwischt sie Max und Clara, die sich eigentlich bereits getrennt hatten, zusammen. Daraufhin bricht sie jeden Kontakt ab. In der dritten Staffel tritt sie nicht mehr in Erscheinung.

## Produktion und Hintergrund
Die Dreharbeiten zur ersten Folge Die letzte Séance fanden vom 15. Oktober bis zum 16. November 2018 in Wien und Umgebung statt. Teil zwei und drei wurden vom 11. Februar bis zum 12. April 2019 gedreht.
Unterstützt wurde die Produktion vom Filmfonds Wien, dem Fernsehfonds Austria und dem Land Niederösterreich, beteiligt waren der Österreichische Rundfunk und das ZDF.
Im Jahr 2019 erwarb die BBC die Rechte.
Produziert wurde die Serie von der österreichischen MR Film und der britischen Endor Productions, an der die Red Arrow Studios beteiligt sind. Für den Schnitt zeichnete Peter Christelis (Staffel 1 und 2) und Klaus Hundsbichler (Staffel 2 und 3) verantwortlich, für das Kostümbild Thomas Oláh, für die Ausstattung Bertram Reiter bzw. Péter Horgas und Viktória Horváth (3. Staffel) und für das Maskenbild Michaela Payer.
Gedreht wurde auf Englisch, die deutschsprachigen Schauspieler synchronisierten sich für die deutschsprachige Fassung selbst.
Die Dreharbeiten zur zweiten Staffel sollten ursprünglich im April 2020 beginnen. Aufgrund der COVID-19-Pandemie wurden diese zunächst auf Spätsommer 2020 verschoben. Wegen einer Erkrankung von Regisseur Robert Dornhelm übernahm Marvin Kren für zehn Tage die Dreharbeiten.
Die Dreharbeiten zur dritten Staffel starteten im März 2022, gedreht wurde unter anderem in Budapest und Wien.
Die Dreharbeiten zum Zweiteiler Mephisto der vierten Staffel basierend auf den Motiven von Frank Tallis‘ Roman Teuflischer Walzer begannen am 2. August 2023.
In den USA wird die Reihe bei PBS ausgestrahlt.
In Interviews zum Zeitpunkt der Ausstrahlung der vierten Staffel in Österreich im Dezember 2024 ließen die Produzenten offen, ob die Staffel das endgültige Ende der Serie sein würde oder ob es eine Fortsetzung geben könnte.

## Episodenliste

### Staffel 1
| Nr. (ges.) | Nr. (St.) | Deutscher Titel    | Originaltitel          | Buchvorlage                                  | Erstausstrahlung UK | Erstausstrahlung AT                       | Erstausstrahlung DE | Regie           |
| ---------- | --------- | ------------------ | ---------------------- | -------------------------------------------- | ------------------- | ----------------------------------------- | ------------------- | --------------- |
| 1          | 1         | Die letzte Séance  | The Last Seance        | Die Liebermann-Papiere (OT: Mortal Mischief) | 18. November 2019   | 20. Dezember 2019                         | 15. November 2020   | Robert Dornhelm |
| 2          | 2         | Königin der Nacht  | The Queen of the Night | Wiener Blut (OT: Vienna Blood)               | 25. November 2019   | 1. November 2020                          | 22. November 2020   | Umut Dağ        |
| 3          | 3         | Der verlorene Sohn | The Lost Child         | Wiener Tod (OT: Darkness Rising)             | 2. Dezember 2019    | 2. November 2020 [Anm.] 11. November 2020 | 29. November 2020   | Umut Dağ        |

Anmerkung: Die Ausstrahlung am 2. November 2020 wurde wegen des Terroranschlags in Wien 2020 abgebrochen und auf den 11. November 2020 verschoben.

### Staffel 2
| Nr. (ges.) | Nr. (St.) | Deutscher Titel                                         | Originaltitel           | Buchvorlage                             | Erstausstrahlung UK | Erstausstrahlung AT | Erstausstrahlung DE | Regie                        |
| ---------- | --------- | ------------------------------------------------------- | ----------------------- | --------------------------------------- | ------------------- | ------------------- | ------------------- | ---------------------------- |
| 4          | 1         | Die traurige Gräfin                                     | The Melancholy Countess | OT: The Melancholy Countess (eBook)     | 10. Dezember 2021   | 30. Oktober 2021    | 21. November 2021   | Robert Dornhelm, Marvin Kren |
| 5          | 2         | Die schwarze Feder (Arbeitstitel: Der Kuss des Teufels) | The Devil’s Kiss        | Teuflischer Walzer (OT: Mephisto Waltz) | 17. Dezember 2021   | 31. Oktober 2021    | 28. November 2021   | Robert Dornhelm              |
| 6          | 3         | Vor der Dunkelheit                                      | Darkness Rising         | Kopflos (OT: Fatal Lies)                | 24. Dezember 2021   | 1. November 2021    | 5. Dezember 2021    | Robert Dornhelm              |

### Staffel 3
| Nr. (ges.) | Nr. (St.) | Deutscher Titel         | Originaltitel                | Buchvorlage                                        | Erstausstrahlung UK | Erstausstrahlung AT | Erstausstrahlung DE | Regie           |
| ---------- | --------- | ----------------------- | ---------------------------- | -------------------------------------------------- | ------------------- | ------------------- | ------------------- | --------------- |
| 7          | 1         | Rendezvous mit dem Tod  | Deadly Communion             | Rendez-vous mit dem Tod (OT: Deadly Communion)     | 14. Dezember 2022   | 30. Dezember 2022   | 26. März 2023       | Robert Dornhelm |
| 8          | 2         | Der Schattengott        | The God of Shadows           | -                                                  | 21. Dezember 2022   | 2. Januar 2023      | 2. April 2023       | Robert Dornhelm |
| 9          | 3         | Der Tod und das Mädchen | Death Is Now a Welcome Guest | Der Tod und das Mädchen (OT: Death and the Maiden) | 28. Dezember 2022   | 3. Januar 2023      | 9. April 2023       | Robert Dornhelm |

### Staffel 4
| Nr. (ges.) | Nr. (St.) | Deutscher Titel   | Originaltitel          | Buchvorlage        | Erstausstrahlung UK | Erstausstrahlung AT | Erstausstrahlung DE | Regie    |
| ---------- | --------- | ----------------- | ---------------------- | ------------------ | ------------------- | ------------------- | ------------------- | -------- |
| 10         | 1         | Mephisto (Teil 1) | Mephisto Waltz, Part 1 | Teuflischer Walzer | 4. August 2024      | 20. Dezember 2024   | 22. Dezember 2024   | Umut Dağ |
| 11         | 2         | Mephisto (Teil 2) | Mephisto Waltz, Part 2 | Teuflischer Walzer | 4. August 2024      | 21. Dezember 2024   | 5. Januar 2025      | Umut Dağ |

## Rezeption

### Kritiken
The Guardian schrieb über Vienna Blood: „So much like Sherlock it seems like a spoof“.
Marc Schneider meinte zur zweiten Staffel auf Quotenmeter.de, dass sich die Serie weitestgehend treu bliebe, im Guten wie im Schlechten. Die Serie stehe und falle mit ihren beiden Protagonisten, die noch mehr Screentime einnähmen und die Nebencharaktere zu Statisten degradierten.
Die Fälle selbst würden immer in den letzten Minuten des jeweiligen Fernsehfilms mit relativ aus der Luft gegriffenen Hinweisen aufgelöst. Die Serie eigne sich aber aufgrund des sympathisch gecasteten Duos Maurer/Beard und des historischen Settings trotz der erzählerischen Schwächen zur leichten Berieselung am Sonntagabend, wenn auch die Handlung genauso wenig in Erinnerung bliebe wie die einer beliebigen Folge der Reihe Tatort.

### Einschaltquote
Die erste Folge Vienna Blood – Die letzte Séance wurde bei ihrer Erstausstrahlung auf BBC Two am 18. November 2019 von durchschnittlich 1,8 Millionen Zuschauern verfolgt, der Marktanteil betrug neun Prozent.
Die zweite Staffel erreichte bei der Erstausstrahlung im ORF Ende Oktober/Anfang November 2021 insgesamt 2,024 Millionen Zuschauer. Bis zu 860.000 und durchschnittlich 776.000 Zuschauerinnen und Zuschauer verfolgten die drei Filme der zweiten Staffel, der Marktanteil betrug im Schnitt 26 Prozent.
Die dritte Staffel kam bei der Erstausstrahlung im ORF auf insgesamt 1,922 Millionen Zuschauer. Der Marktanteil bei den drei Episoden erreichte im Schnitt 24 Prozent.

## Auszeichnungen und Nominierungen
Romyverleihung 2020
- Auszeichnung mit der ROMY International[44][45]

Prix Europa 2020
- Nominierung in der Kategorie TV Fiction[46]

Romyverleihung 2021
- Nominierung in der Kategorie Beste Regie TV/Stream (Umut Dağ, Folgen Königin der Nacht und Der verlorene Sohn)[47]

Prix Europa 2021
- Nominierung in der Kategorie TV Fiction (Folge Der verlorene Sohn)[48]

Romyverleihung 2022
- Nominierung in der Kategorie Bester Schnitt TV/Stream (Peter Christelis und Klaus Hundsbichler für die 2. Staffel)[49]